# 龙首桥
龙首桥，又名利桥，位于中国福建省福州市福清市龙山街道利桥街塔下，龙首桥坐落在福清瑞云塔西面，跨越南北，横跨龙江两岸，接利桥街。
龙首桥由灵石寺僧洞然创建于宋天圣五年（1027年），名为“通海桥”，正对县衙。北宋元祐二年（1087年）僧人显光募缘重修，更名为“坦履桥”。南宋绍兴二十年（1150年）知县黄童扩建，始更名为“龙首桥”。。明朝万历年间，龙首桥已损毁严重无法使用，万历三十四年（1606年），叶向高长子叶成学募资，将桥东移300多米至小孤山，又在桥头山上修建瑞云塔（利桥塔）。万历四十三年（1615年）秋大桥竣工，工期历时十年，长183米，宽5米。1987年11月23日，龙首桥列为第二批福清市文物保护单位。。